# Makota Valdina
Valdina de Oliveira Pinto, conhecida como Makota Valdina (Salvador, 15 de outubro de 1943 — Salvador, 19 de março de 2019), foi uma educadora, sacerdotisa religiosa e ativista brasileira. Valdina atuou boa parte da sua vida na luta pelo combate a Intolerância religiosa, como porta-voz das religiões de matriz africana, bem como dos direitos das mulheres, do meio ambiente e da população negra. Com a iniciação seu nome religioso passou a ser Makota Zimeuanga (Makota Zimeuaanga).

## Vida
Macota nasceu no bairro do Engenho Velho da Federação, na cidade de Salvador, Bahia, era filha de Eneclides de Oliveira Pinto e de Paulo de Oliveira Pinto.
Formou-se em 1962 pelo antigo Instituto Educacional Isaías Alves (IEIA), atual ICEIA, entretanto, bem antes desta data já atuava na comunidade. Ensinou na Associação dos Moradores de Bairros, em escolas, e até na sua própria casa. Por conta da sua atuação na comunidade através do viés educacional, foi convidada a lecionar português nas Ilhas Virgens a um grupo de estrangeiros que viriam ao Brasil pelo Corpo da Paz. 
No início da década de 70 Macota abandonou o catolicismo, e em 1975, iniciou-se no Candomblé. No Terreiro Tanuri Junsara, liderado pela Sra. Elizabeth Santos da Hora, foi confirmada para o cargo de Macota – assessora da Nengua inquice (Mãe-de-Santo). Com a iniciação, recebeu seu nome de origem africana, tornando-se a Macota Zimeuanga.
Foi membro do Conselho Estadual de Cultura da Bahia. Exerceu a função religiosa de Macota (assistente de mãe de santo) do Terreiro Nzo Onimboiá, no Engenho Velho da Federação, bairro em que nasceu e cresceu. Desde a década de 1970, Valdina lutava contra a Intolerância religiosa e o racismo.
Durante os mais de cinquenta anos de ensinamentos e atividades em prol da preservação do patrimônio cultural afro-brasileiro, Macota Valdina recebeu diversas condecorações, como o Troféu Clementina de Jesus (UNEGRO), Troféu Ujaama, Medalha Maria Quitéria e Mestra Popular do Saber.
Em 2013, ela lançou o livro Meu Caminho, Meu Viver, durante um evento no Forte da Capoeira, no Largo Santo Antônio Além do Carmo, em Salvador. O mês escolhido para o lançamento da obra simbolizou a morte de Zumbi dos Palmares, representante da resistência negra à escravidão no Brasil. Na ocasião, Macota disse esperar que o livro motivasse as pessoas a registrar suas histórias, principalmente os negros. "A história de vida de cada negro é parte de uma história coletiva que ainda está por ser verdadeiramente conhecida por muitos", escreveu na obra.
Dirigido por Joyce Rodrigues, o documentário Makota Valdina - Um jeito Negro de Ser e Viver, retratou sua vida e recebeu o primeiro
Prêmio Palmares de Comunicação, da Fundação Cultural Palmares, na categoria Programas de Rádio e Vídeo. Em 2013, Makota Valdina publicou o livro de memórias intitulado "Meu caminhar, meu viver".
Foi homenageada com os prêmios: Troféu Clementina de Jesus, da União de Negros Pela Igualdade (UNEGRO), Troféu Ujaama, do Grupo Cultural Olodum, Medalha Maria Quitéria, da Câmara Municipal de Salvador, e Mestra Popular do Saber, pela Fundação Gregório de Mattos.
A religiosa, faleceu na madrugada do dia 19 de março de 2019, Segundo a família, Macota estava hospitalizada há um mês, no Hospital Teresa de Lisieux. Ela teria dado entrada na unidade com dores causadas por pedras no rim,  mas, durante a internação foi constatada um abcesso no fígado e, no domingo, Macota sofreu uma parada cardio-respiratória. Ela entrou em coma e não resistiu. Seu corpo foi velado no Cemitério Jardim da Saudade, Makota não deixou filhos biológicos.

## Literatura
- Meu Caminho, Meu Viver (2013)